# 冀州直隶州
冀州直隶州，清朝时设置的直隶州。

## 沿革
明朝时，冀州属真定府，下领四县。清朝雍正二年（1724年），升直隶州。割正定府的衡水县来隶。下领五县：南宫县、枣强县、新河县、武邑县、衡水县。评价：繁，疲。隶清河道。
中华民国建立后，全国废州，以其直辖地改为冀县。

## 知州
- 林緒光（1724年出任）
- 孔傳中（1724年出任）
- 俞鴻馨（1724年出任）
- 楊繩祖（1727年出任）
- 楊繼椿（1728年出任）
- 左文言（1728年出任）
- 喬焞（1731年出任）
- 陳葵章（1736年出任）
- 瞻泰（1738年出任）
- 楊芊（1739年出任）
- 王師（1739年出任）
- 范清曠（1742年出任）
- 張志奇（1750年出任）
- 吳克明（1754年出任）
- 單功擢（1766年出任）
- 劉致中（1770年出任）
- 蔣國華（1775年出任）
- 李紹元（1779年出任）
- 申允泰（1786年出任）
- 成明（1791年出任）
- 徐用書（1798年出任）
- 孔傳金（1803年出任）
- 顧翼（1806年出任）
- 寧雲鵬（1807年出任）
- 程正階（1810年出任）
- 劉寶第（1812年出任）
- 范李（1813年出任）
- 何道榜（1817年出任）
- 閻樹（1818年出任）
- 顏樾（1819年出任）
- 周壽齢（1822年出任）
- 阮亦昂（1824年出任）
- 沈淳厚（1830年出任）
- 何煥緒（1838年出任）
- 趙庭椿（1839年出任）
- 陳稼生（1843年出任）
- 金鎧（1849年出任）
- 周郁文（1851年出任）
- 葛之鏞（1851年出任）
- 鍾李（1853年出任）
- 丁學易（1855年出任）
- 王啟曾（1856年出任）
- 王蘭廣（1858年出任）
- 鳳覲宸（1860年出任）
- 裴福德（1862年出任）
- 高維翰（1863年出任）
- 楊詠春（1863年出任）
- 瑞慶（1864年出任）
- 宋炳文（1865年出任）
- 葉增慶（1869年出任）
- 成福（1870年出任）
- 李鵬展（1872年出任）
- 吳滎（1872年出任）
- 李國枏（1873年出任）
- 陳慶滋（1875年出任）
- 楊鴻典（1876年出任）
- 李秉衡（1877年出任）
- 吳汝綸（1881年出任）
- 趙銘（1889年出任）
- 吳承鈞（1889年出任）
- 王瀛（1889年出任）
- 容裕（1890年出任）
- 格鴻額（1891年出任）
- 朱乃恭（1891年出任）
- 吳國棟（1891年出任）
- 梁丹銘（1891年出任）
- 牛昶煦（1892年出任）
- 龔壽昌（1897年出任）
- 趙執詒（1898年出任）
- 雙奎（1899年出任）
- 趙執詒（1900年回任）
- 王志祥（1900年出任）
- 周政（1901年出任）
- 吳燾（1902年出任）
- 苗玉珂（1904年出任）
- 唐則瑀（1906年出任）
- 祝芾（1907年出任）
- 朱祐寶（1909年出任）
- 王繼武（1910年出任）
- 姚彤章（1912年出任）[2]